# 一本道
一本道（英語：1Pondo）是一家在美国注册的日本成人影片制造商，以出品無碼影片為卖点，並且提供線上付費下載高解像度電視畫面素質影片，從2001年開始營運，至今已經累计发行2900多部。

## 概要
一本道的作品皆無碼，自称是同行业中画面尺寸最大及画面质量最好的。其作品包含大量的體內射精畫面。此外，该公司常推出新类型的作品。目前一本道的更新速度是平均每天新增一部新片。
所出品的成人電影主要是透過線上付費下載，其影片檔提供四種版本：
- 720p高解像度電視畫面質素的wmv影片檔，解析度為1280x720，比特率為4000kbps。
- 一般畫質avi影片檔，比特率為3200kbps，解析度為704x396。
- 以Divx壓縮的一般畫質avi影片檔，比特率為1000kbps，解析度為704x396。
- iPod、PSP專用的mp4影片檔。

## 會員
會員分為4個級別，單月會員（美元65元）、雙月會員（美元120元）、貴賓會員（90天，美元170元）、超級貴賓會員（180天，美元320元）。部分影片只提供給貴賓會員與超級貴賓會員觀看。

## 社会反映
一本道的销售业绩在同行業中属于中等偏上。其签约的一些演员是业内的著名演员，各自擁有一批支持者。

## 系列作品

### Drama Collection（ドラマコレクション）
- 天使と悪魔
- 裸之履歷書（はだかの履歴書）
- 今夜のおかず
- 親友の彼女
- グラマラス
- ときめき
- CLUB ONE
- スジッ娘倶楽部
- 肉便器育成所
- 働きウーマン
- 社團活動日誌（部活日誌）
- 隣のマンご飯

### Gravure Collection
- 少女脱衣

### Princess Collection
- 美尻倶楽部
- ビフォー・アフター
- 高級ソープ

## Model Collection
- 名人（セレブ）
- Resort（リゾート）
- Special（スペシャル）
- POP（ポップ）
- Gravure（グラビア）
- 優雅（エレガンス）

## 外部連結
- 官方网站